# Llengües túrquiques
Les llengües túrquiques (també dites turqueses) són una família lingüística de més de 35 llengües documentades, parlades pels pobles turcs d'Euràsia des d'Europa de l'Est i del Sud d'Europa fins a l'Àsia central (l'Iran, el Kazakhstan, el Kirguizstan, Turkmenistan, l'Uzbekistan, l'Afganistan, Rússia i la Xina), Àsia Oriental, Àsia del Nord (Sibèria) i Àsia Occidental. Les llengües turques es van originar en una regió de l'Àsia oriental que abasta des de Mongòlia fins al nord-oest de la Xina, on es creu que es parlava el prototurc, des d'on es van expandir cap a Àsia Central i més a l'oest durant el primer mil·lenni. Es caracteritzen com un continu dialectal.
Les llengües turques les parlen uns 200 milions de persones. La llengua turca amb major nombre de parlants és el turc, parlat principalment a Anatòlia i als Balcans; els seus parlants nadius representen aproximadament el 38% de tots els parlants turcs, seguits de l'uzbek.
Els trets característics com l'harmonia vocàlica, l'aglutinació, l'ordre subjecte-objecte-verb i la manca de gènere gramatical, són gairebé universals dins de la família turca. Hi ha un alt grau d'intel·ligibilitat mútua, amb una exposició moderada, entre les diverses llengües oghuz, que inclouen el turc, l'azerbaidjan, el turcomà, el qashqai, el turc txaharmahali, el gagaus i el turc gagaus dels Balcans, així com el tàtar de Crimea influenciat per oghuz. Altres llengües turques també mostren quantitats variables d'intel·ligibilitat mútua dins dels seus subgrups. Encara que els mètodes de classificació varien, les llengües turques solen considerar-se dividides en dues branques: l'ogur, de la qual l'únic membre supervivent és el txuvaix, i el turc comú, que inclou totes les altres llengües turques.
Les llengües turques mostren moltes similituds amb les llengües mongoles, tungúsiques, coreanes i japoneses. Aquestes similituds han portat alguns lingüistes (inclòs Talât Tekin) a proposar una família de llengües altaica, encara que aquesta proposta és àmpliament rebutjada pels lingüistes històrics. Les similituds amb les llengües uràliques fins i tot van fer que aquestes famílies fossin considerades com una durant molt de temps sota la hipòtesi ural-altaica. Tanmateix, no hi ha proves suficients per concloure l'existència de cap d'aquestes macrofamílies. Les característiques compartides entre les llengües s'atribueixen actualment a un extens contacte lingüístic prehistòric.
Les llengües túrquiques estan presents en fonts escrites a partir del segle VIII, i en aquell moment, les llengües uigur, oghuz, kipchak i búlgar ja estaven diferenciades. En els segles següents, des de les estepes eurasiàtiques, els grups de parla turca van penetrar en altres regions: els uigurs van emigrar cap al Turquestan oriental, els kiptxaks cap a les estepes pòntiques i els oghuzs principalment cap al sud-est, cap a l'Iran i l'Anatòlia, etc.; i amb la seva expansió, van experimentar més divergències.

## Característiques

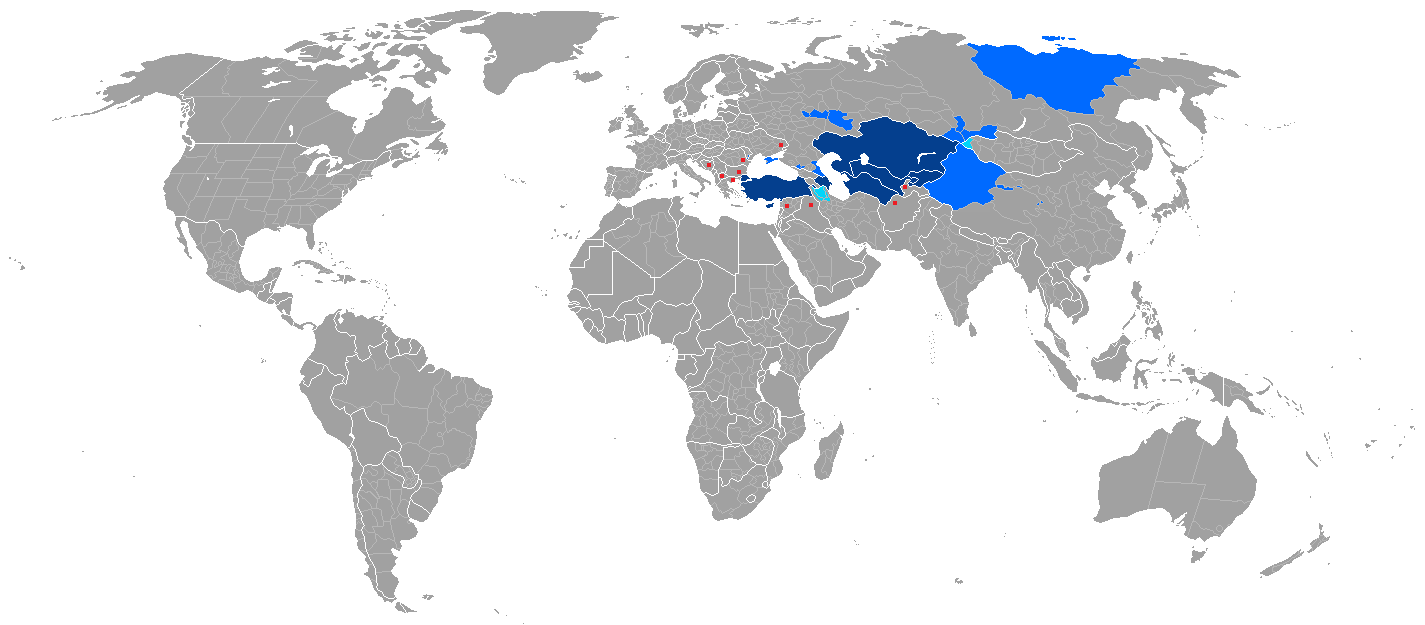
Mapa que mostra els països i les subdivisions autònomes on una llengua pertanyent a la família lingüística turca té estatus oficial

Les llengües turques són llengües de subjecte nul, tenen harmonia vocàlica (amb la notable excepció de l'uzbek a causa de la forta influència persa-tajika), conversis, una àmplia aglutinació mitjançant sufixos i postposicions i manca d'articles gramaticals, classes de substantius i gènere gramatical . L'ordre de paraules subjecte-objecte-verb és universal dins de la família. Pel que fa al nivell d'harmonia vocàlica a la família lingüística turca, el tuvan es caracteritza com a gairebé totalment harmònic, mentre que l'uzbek és el menys harmònic o no és gens harmònic. Tenint en compte el desenvolupament històricolingüístic documentat de les llengües turques en general, tant inscripcions com textuals, la família ofereix més d'un mil·lenni d'etapes documentades, així com escenaris en l'evolució lingüística de l'harmonia vocàlica que, al seu torn, demostra l'evolució de l'harmonia al llarg d'una trajectòria definible amb confiança Encara que l'harmonia vocàlica és un caràcter comú de Tungusic, Uralic i Turc), el tipus d'harmonia que s'hi troba difereix entre si, concretament, l'uràlic i el turc tenen un tipus compartit d'harmonia vocàlica (anomenada harmonia vocal palatal), mentre que el mongol i el tungusic representen un tipus diferent.

## Història

### Prehistòria
Es suggereix que la pàtria dels pobles turcs i la seva llengua es troba entre l'estepa transcàspia i el nord-est d'Àsia (Manxúria), amb proves genètiques que assenyalen la regió propera al sud de Sibèria i Mongòlia com la "pàtria asiàtica interior" de l'ètnia turca. De la mateixa manera, diversos lingüistes, inclosos Juha Janhunen, Roger Blench i Matthew Spriggs, suggereixen que la Mongòlia actual és la pàtria de la primera llengua turca. Basant-se en elements lèxics prototúrcs sobre el clima, la topografia, la flora, la fauna i els modes de subsistència de les persones, el turcòleg Peter Benjamin Golden localitza l'Urheimat prototurc a la zona sud de la taigà-estepa de la regió de Sayan-Altay.

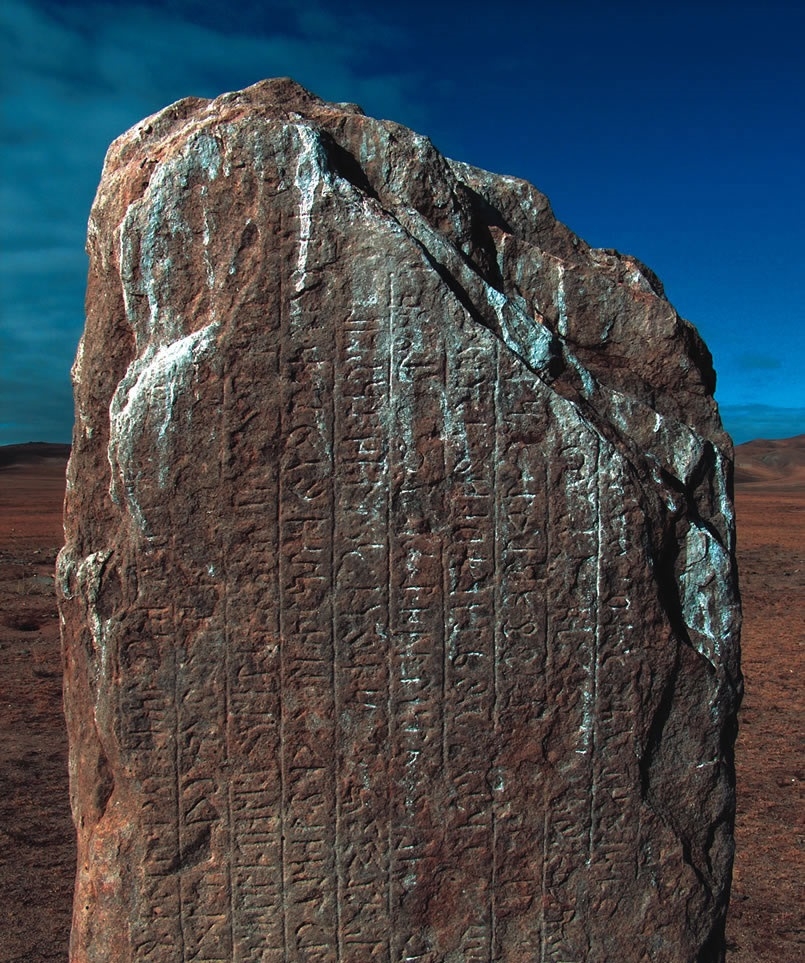
Antiga inscripció turca Kul-chur amb l' alfabet turc antic (c. segle VIII). Província de Töv, Mongòlia

Es va produir un contacte extens entre prototurcs i protomongols aproximadament durant el primer mil·lenni aC; la tradició cultural compartida entre els dos grups nòmades eurasiàtics s'anomena tradició " turco-mongol ". Els dos grups compartien un sistema religiós similar, el tengrisme, i hi ha una multitud de préstecs evidents entre les llengües turques i les llengües mongols. Tot i que els préstecs eren bidireccionals, avui els préstecs turcs constitueixen el component estranger més gran del vocabulari mongol.
L'historiador i filòleg italià Igor de Rachewiltz va assenyalar una distinció significativa de la llengua txuvaix d'altres llengües turques. Segons ell, la llengua txuvaix no comparteix certes característiques comunes amb les llengües túrquiques fins al punt que alguns estudiosos la consideren una família txuvaix independent semblant a les llengües uràliques i túrquiques. La classificació turca de Chuvash es va veure com una solució de compromís per a la classificació.
Algunes similituds tipològiques lèxiques i extenses entre el turc i les famílies túngúsiques i mongòliques properes, així com les famílies coreanes i japoneses, s'han atribuït en els últims anys al contacte prehistòric entre el grup, de vegades denominat sprachbund del nord-est asiàtic . Un contacte més recent (al voltant del primer mil·lenni aC) entre el "nucli altaic" (turc, mongol i tungusic) es distingeix d'aquest, a causa de l'existència de paraules comuns definitives que semblen haver estat manllevades majoritàriament del turc al mongol, i més tard del mongol al tungusic, ja que els préstecs turcs al mongol i el mongol no superen significativament els préstecs turcs i mongols, i els turcs no comparteixen significativament els préstecs entre el mongol i el mongol. qualsevol paraula que no existeixi també en mongol.
Les llengües turques també mostren alguns préstecs xinesos que assenyalen un contacte primerenc durant l'època del prototurc.

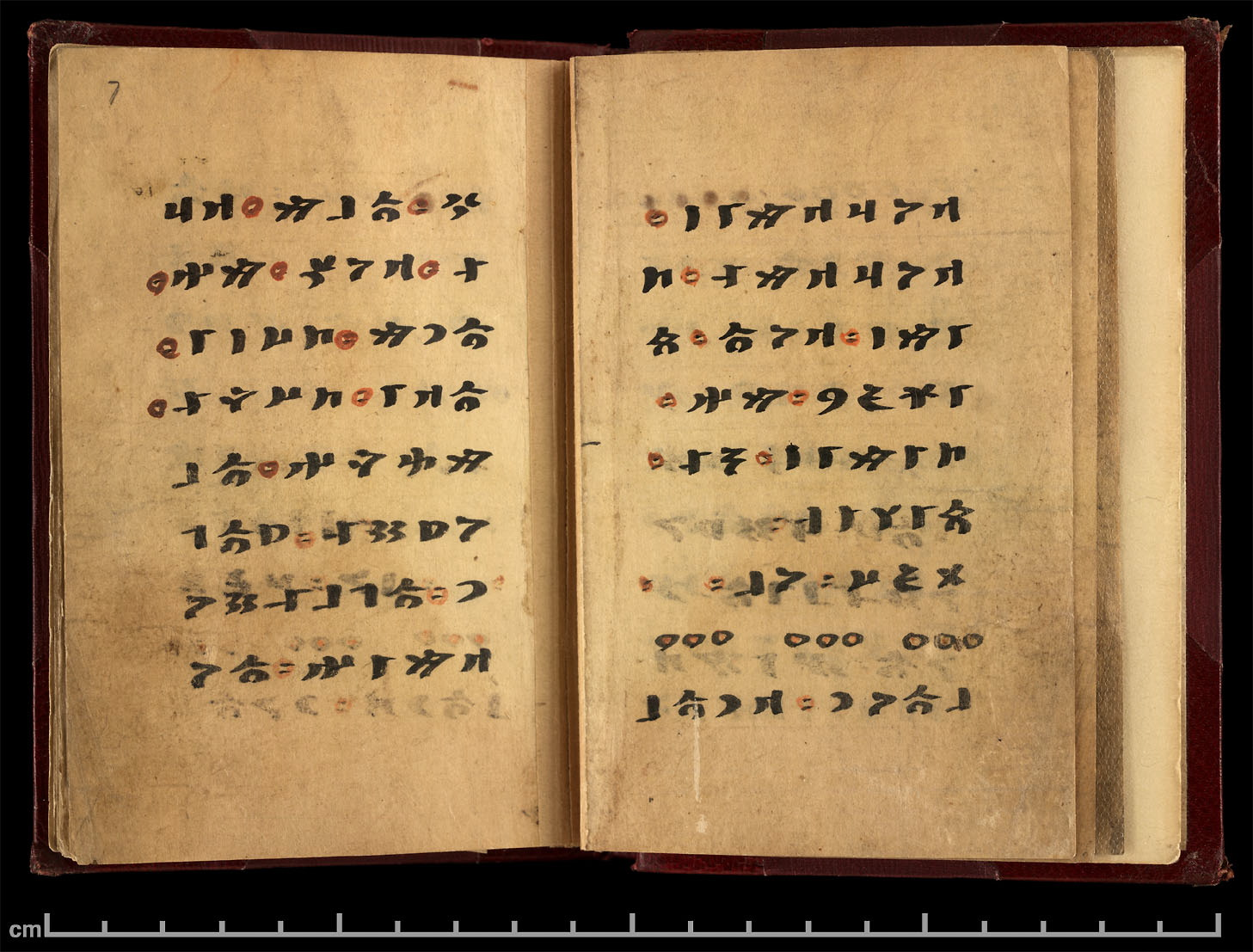
L' Irk Bitig ("Llibre de l'endevinació") del segle IX de Dunhuang, escrit en llengua uigur antiga amb l' escriptura orkhon, és una font literària important per a la mitologia turco - mongol primitiva.

### Primers registres escrits
Els primers registres establerts de les llengües turques són les inscripcions d'Orkhon del segle VIII dC dels Göktürks, que registren la llengua turca antiga, que van ser descobertes el 1889 a la vall d'Orkhon a Mongòlia. El Compendi dels dialectes turcs (Divânü Lügati't-Türk), escrit durant el segle XI dC per Kaşgarlı Mahmud del Khanat Kara-Khanid, constitueix un primer tractament lingüístic de la família. El Compendi és el primer diccionari complet de les llengües turques i també inclou el primer mapa conegut de la distribució geogràfica dels parlants turcs. Pertany principalment a la branca sud-oest de la família.
El Codex Cumanicus (segles XII-XIII dC) relatiu a la branca del nord-oest és un altre manual lingüístic primerenc, entre la llengua kipchak i el llatí, utilitzat pels missioners catòlics enviats als cumans occidentals que habiten una regió corresponent a l'actual Hongria i Romania. Els registres més antics de la llengua parlada pels búlgars del Volga, discutiblement el pare o un parent llunyà de la llengua txuvaix, es daten dels segles XIII-XIV dC.

### Expansió i desenvolupament geogràfic

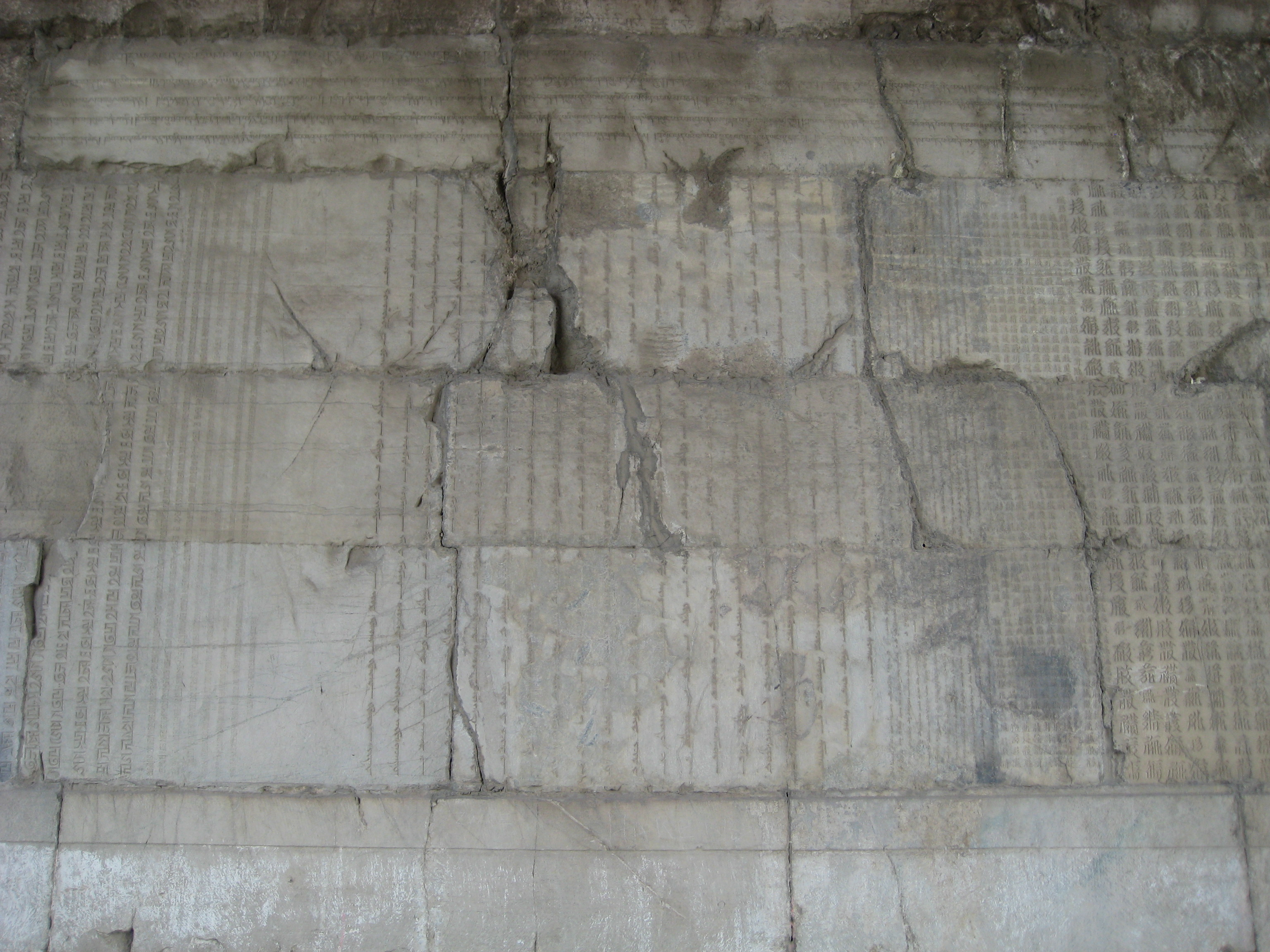
Inscripció budista de la dinastia Yuan escrita en llengua uigur antic amb alfabet uigur antic a la paret est de la plataforma del núvol al pas de Juyong

Amb l'expansió turca durant l'Alta Edat Mitjana (c.Segles VI-XI dC), les llengües turques, en el transcurs d'uns quants segles, es van estendre per Àsia Central, des de Sibèria fins al Mediterrani. Diverses terminologies de les llengües turques han passat al persa, l'urdú, l'ucraïnès, el rus, el xinès, el mongol, l'hongarès i, en menor mesura, l'àrab.
La distribució geogràfica dels pobles de parla turca a Euràsia des de l'època otomana va des del nord-est de Sibèria fins a Turquia a l'oest.
Durant segles, els pobles de parla turca han migrat àmpliament i s'han barrejat contínuament, i les seves llengües s'han influenciat mútuament i pel contacte amb les llengües circumdants, especialment les llengües iranianes, eslaves i mongols.
Les llengües turques es poden dividir en sis branques:
- Turc
  - Turquic comú
    - Turc oghuz (sud-oest)
    - Turc kipchak (nord-oest)
    - Karluk Turkic (sud-est)
    - Turqui siberià (nord-est)
    - Arghu Turkic

  - Turc ogur

En aquesta classificació, el turc ogur també es coneix com a lir-turc, i les altres branques es subsumeixen sota el títol de shaz-turc o turc comú. No és clar quan es pot suposar que aquests dos tipus principals de turc divergien.
Amb menys certesa, els grups del sud-oest, nord-oest, sud-est i ogur es poden resumir com a turc occidental, els grups del nord-est, kirguiz-kipchak i arghu (khalaj) com a turc oriental.
Hruschka, et al. (2014) utilitzen mètodes filogenètics computacionals per calcular un arbre de turc basat en canvis de so fonològics.

### Esquema

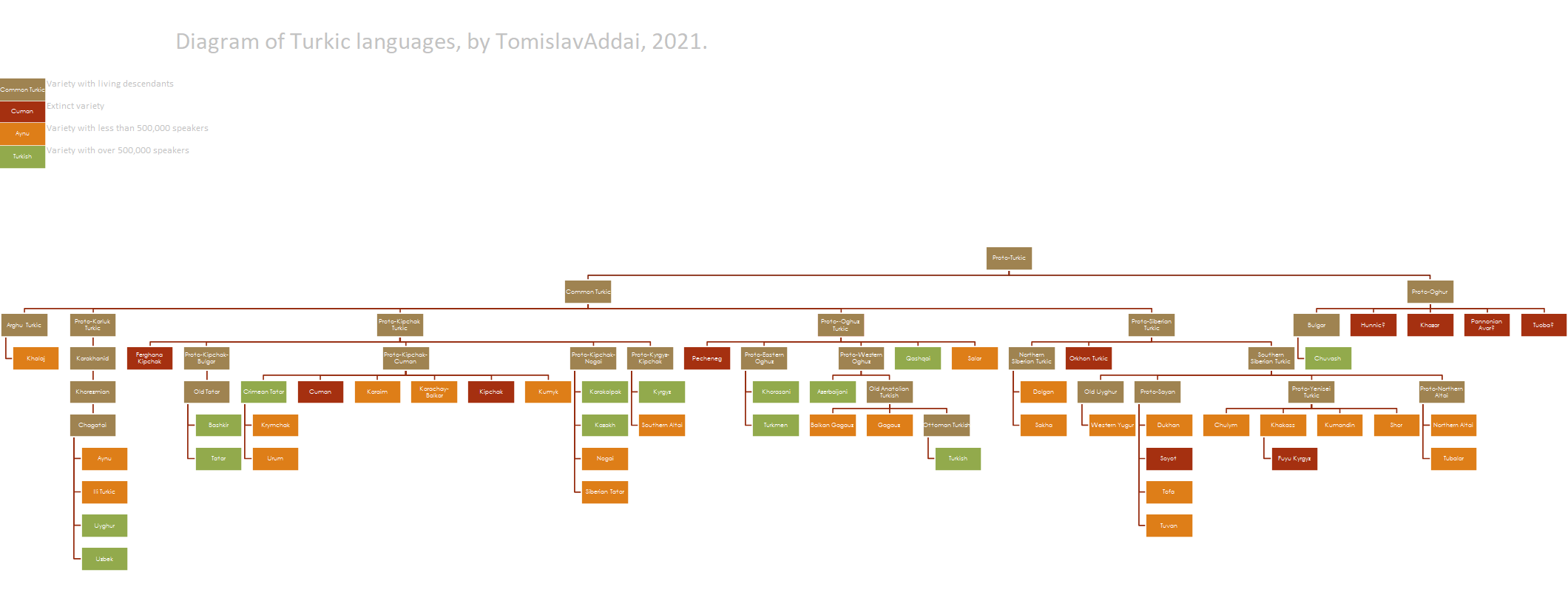
Un esquema de classificació de totes les llengües turques

Les isoglosses següents s'utilitzen tradicionalment en la classificació de les llengües turques:
- Rotacisme (o, en alguns punts de vista, zetacisme), p. ex. en l'última consonant de la paraula "nou" * tokkuz . Això separa la branca ogur, que mostra /r/, de la resta del turc, que mostra /z/. En aquest cas, el rhotacisme es refereix al desenvolupament de *-/r/, *-/z/ i *-/d/ a /r/,*-/k/,*-/kh/ en aquesta branca.[33] Vegeu Antonov i Jacques (2012)[34] sobre el debat sobre el rhotacisme i el lambdacisme en turc.
- *d intervocàlic, p. ex. la segona consonant de la paraula per "peu" *hadaq
- Sufix-final -G, p. ex. en el sufix *lIG, p. ex. *tāglïg

Les isoglosses addicionals inclouen:
- Conservació de l'inicial de paraula *h, p. ex. en la paraula per "peu" *hadaq. Això separa Khalaj com a llengua perifèrica.
- Desnasalització de *ń palatal, p. ex. en la paraula per a "lluna", *āń.

| Isoglossa                 | Turc comú | Turc comú | Turc comú      | Turc comú | Turc comú   | Turc comú    | Turc comú | Turc comú | Turc comú | Turc comú | Turc comú | Turc comú | Turc comú | Turc comú | Turc comú | Turc comú | Turc comú |
| Isoglossa                 | Siberia   | Siberia   | Siberia        | Siberia   | Siberia     | Siberia      | Oghuz     | Oghuz     | Oghuz     | Oghuz     | Karluk    | Karluk    | Kipchak   | Kipchak   | Kipchak   | Sayan     | Arghu     |
| Isoglossa                 | turc vell | Altaiy    | Sud occidental | Khakas    | Sakha/Yakut | Fu-yü Gyrgys | Turc      | Turcman   | Àzeri     | Qaixqai   | Uzbek     | Uigur     | Tàtar     | Kazakh    | Kyrgyz    | Tuvinià   | Khalaj    |
| ------------------------- | --------- | --------- | -------------- | --------- | ----------- | ------------ | --------- | --------- | --------- | --------- | --------- | --------- | --------- | --------- | --------- | --------- | --------- |
| z/r (nou)                 | toquz     | toɣus     | dohghus        | toɣïs     | toɣus       | doɣus        | dokuz     | dokuz     | doqquz    | doqquz    | toʻqqiz   | toqquz    | tuɣïz     | toğyz     | toɣuz     | tos       | toqquz    |
| *h- (peu)                 | adaq      | ayaq      | azaq           | azaq      | ataχ        | azïχ         | ayak      | aýak      | ayaq      | ayaq      | oyoq      | ayaq      | ayaq      | aiaq      | ayaq      | adaq      | hadaq     |
| *VdV (peu)                | adaq      | ayaq      | azaq           | azaχ      | hadaq       | azïχ         | ayak      | aýak      | ayaq      | ayaq      | oyoq      | ayaq      | ayaq      | aiaq      | ayaq      | adaq      | hadaq     |
| *-ɣ (muntanya)            | tāɣ       | tū        | taɣ            | taɣ       | tıa         | daχ          | dağ*      | dag       | dağ       | daɣ       | togʻ      | tagh      | taw       | tau       | tō        | daɣ       | tāɣ       |
| suffix *-lïɣ (muntanyosa) | tāɣlïɣ    | tūlu      | taɣliɣ         |           | χayalaaχ    | daɣluɣ       | dağlı     | dagly     | dağlı     | daɣlïɣ    | togʻlik   | taghliq   | tawlï     | tauly     | tōlū      |           |           |

* En el dialecte estàndard d'Istanbul del turc, la ğ en dağ i dağlı no es realitza com a consonant, sinó com un lleuger allargament de la vocal anterior.

## Classificació
- Túrquic occidental
  - Grup búlgar o ogúric
    - txuvaix
    - khàzar (extingit)
    - búlgar del Volga (extingit)

  - Grup oguz
    - àzeri
    - cumà
    - gagaús
    - tàtar de Crimea
    - turc
    - turcman
    - afxar
    - urum
    - qaixqai
    - turc de Khorasan
    - salar
    - petxeneg (extingit)
    - turc otomà (extingit)

  - Grup kiptxak
    - Kiptxak-búlgar
      - baixkir
      - baraba
      - tàtar

    - Kiptxak-cumà
      - karatxai-balkar
      - kumyk
      - karaïm
      - krimtxak
      - kiptxak (extingit)

    - Kiptxak-nogai
      - nogai
      - karakalpak
      - kazakh

  - Grup karluk
    - uigur
    - uzbek
    - lop
    - turc d'Ili
    - txagatai (extingit)
- Túrquic oriental
  - Grup kirguís-kiptxak
    - kirguís
    - altai

  - Grup siberià
    - iacut
    - khakàs
    - tuvinià
    - shor
    - fuyü gïrgïs (kirguís manxú)
    - txulim
    - tofa
    - dolgan

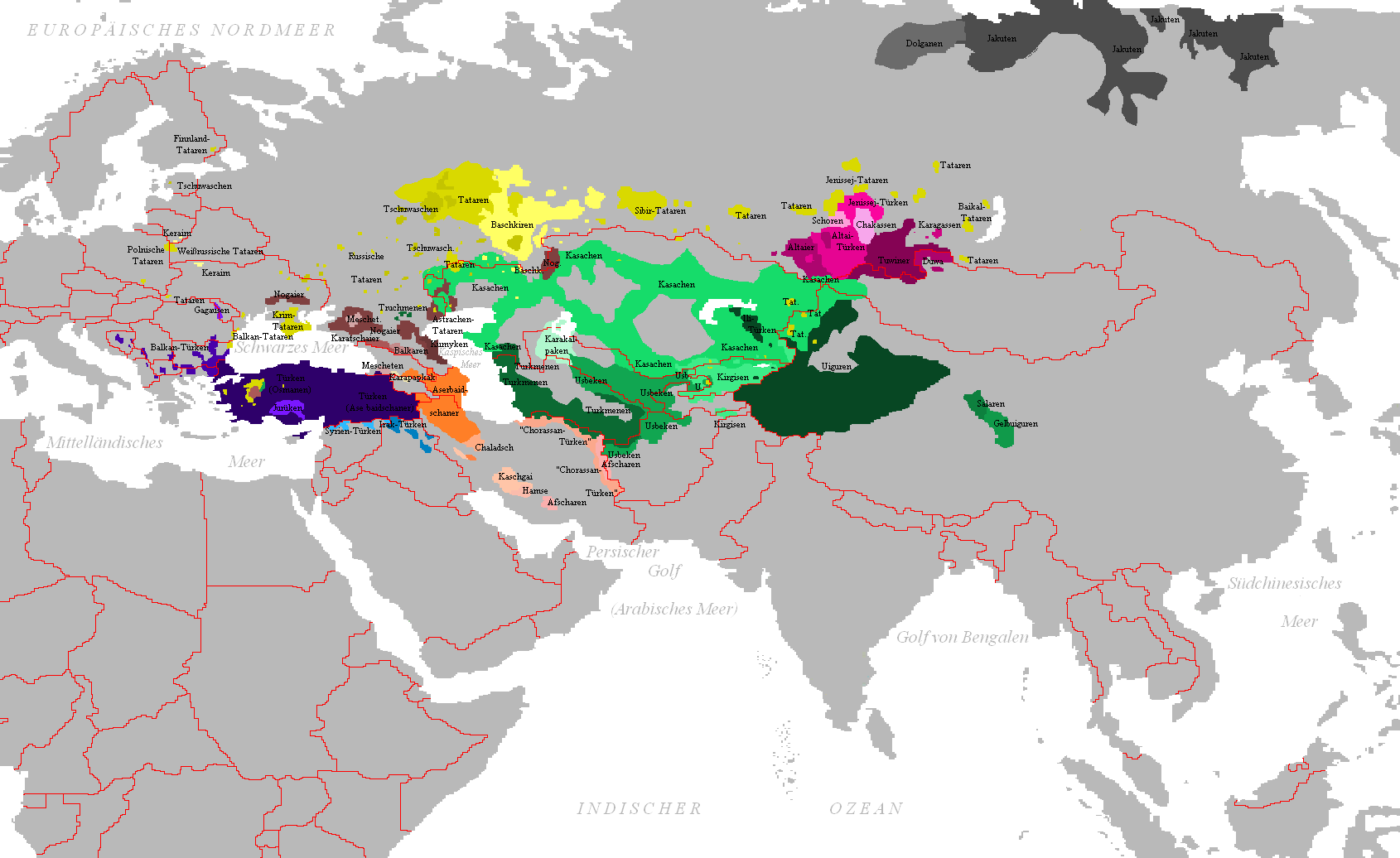
Mapa dels pobles turcs

    - iugur occidental (uigur groc de l'oest)
    - altai septentrional

  - Grup argu
    - khalaj

## Característiques
Les llengües túrquiques comparteixen una sèrie de característiques comunes: 
1. Són llengües aglutinants, amb una estructura composta per l'arrel més els afixos. Les arrels són extraordinàriament estables en totes les llengües i en llargs períodes.
2. Hi ha harmonia vocàlica consistent en la correspondència entre vocals frontals i posteriors en unitats lingüístiques.
3. Hi ha una total absència de gèneres gramaticals.
4. El determinat precedeix el determinant. En particular, l'adjectiu precedeix al nom que determina i l'adverbi sempre precedeix al predicat.
5. La composició de noms es fa posant el nom principal en segon lloc amb una marca de possessiu de tercera persona (per exemple, en tàtar: Tatarstan uramı, 'carrer Tatarstan', en què uram és 'carrer' i ı és el sufix possessiu de tercera persona).
6. Es prefereix la posposició a la preposició.
7. El verb se situa al final i es construeix sobre un joc d'arrels (present, futur, aorist, condicional, necessitatiu, subjuntiu i dos temps passats), al qual ha d'afegir-se una sèrie d'afixos que marquen les distincions de manera o temps per a formar formes finites. El turc distingeix entre un passat evidencial, usat quan el parlant informa d'un succés de comú coneixement, d'un passat inferencial, quan el succés del qual es parla és de coneixement del parlant.

Algunes concordances de vocabulari entre les llengües túrquiques:
| Català  | Antic túrquic | Turc      | Turcmà | Tàtar  | Kazakh  | Uzbek  | Uigur  |
| ------- | ------------- | --------- | ------ | ------ | ------- | ------ | ------ |
| mare    | ana           | anne/ ana | ene    | ana    | ana     | ona    | ana    |
| nas     | burun         | burun     | burun  | boryn  | murιn   | burun  | burun  |
| braç    | qol           | kol       | qol    | kul    | qol     | qo'l   | kol    |
| camí    | jol           | yol       | ýol    | jul    | zhol    | yo'l   | yol    |
| greix   | semiz         | semiz     | semiz  | simyz  | semiz   | semiz  | semiz  |
| terra   | topraq        | toprak    | topraq | tufrak | topιraq | tuproq | tupraq |
| sang    | qan           | kan       | gan    | kan    | qan     | qon    | qan    |
| cendra  | kül           | kül       | kül    | köl    | kül     | kul    | kül    |
| aigua   | suv           | su        | suw    | syw    | suw     | suv    | su     |
| blanc   | aq            | ak        | ak     | ak     | aq      | oq     | aq     |
| negre   | qara          | kara      | gara   | kara   | qara    | qora   | qara   |
| vermell | qyzyl         | kιzιl     | qyzyl  | kyzyl  | qιzιl   | qizil  | qizil  |
| cel     | kök           | gök       | gök    | kük    | kök     | ko'k   | kök    |

## Escriptura
L'alfabet àrab s'usa per al uigur, kazakh i kirguís. No hi ha escriptura a la Xina per al salar o yugur, i es fa servir l'escriptura xinesa per a propòsits administratius i educatius. L'uzbek i el tàtar van ser escrits a la Xina en àrab, però no hi ha publicacions d'aquestes llengües en aquesta nació. La instrucció en les escoles és en uigur i kazakh, que són usats àmpliament pels uzbeks i els tàtars.
A Turquia, l'1 de novembre de 1928 s'imposà l'alfabet turc com a pas vital en la vida cultural de les reformes d'Atatürk, substituint així l'antic alfabet otomà. Fou creat com una versió ampliada de l'alfabet llatí, i els 29 caràcters de l'alfabet turc foren establerts per la Llei sobre l'adopció i aplicació de l'alfabet turc núm. 13532. La reforma de l'alfabet, combinada amb la creació de l'Associació de la Llengua Turca el 1932, amb les campanyes del Ministeri d'Ensenyament, com l'obertura de centres d'ensenyament públic pertot el país, i amb la promoció activa de les persones properes a Atatürk cap a zones rurals, van aconseguir un augment important en la taxa d'alfabetització de la població. A les antigues repúbliques soviètiques turques (Azerbaidjan, Kazakhstan, Uzbekistan i Kirguizstan), a les quals es va imposar el 1939 l'alfabet ciríl·lic, després de la independència s'ha recuperat l'ús dels caràcters llatins. A l'Afganistan i l'Iran segueixen emprant l'alfabet àrab.